# Quai de gare
Pour les articles homonymes, voir Quai (homonymie).
 (février 2010).
Si vous disposez d'ouvrages ou d'articles de référence ou si vous connaissez des sites web de qualité traitant du thème abordé ici, merci de compléter l'article en donnant les références utiles à sa vérifiabilité et en les liant à la section « Notes et références ».
 (avril 2019).

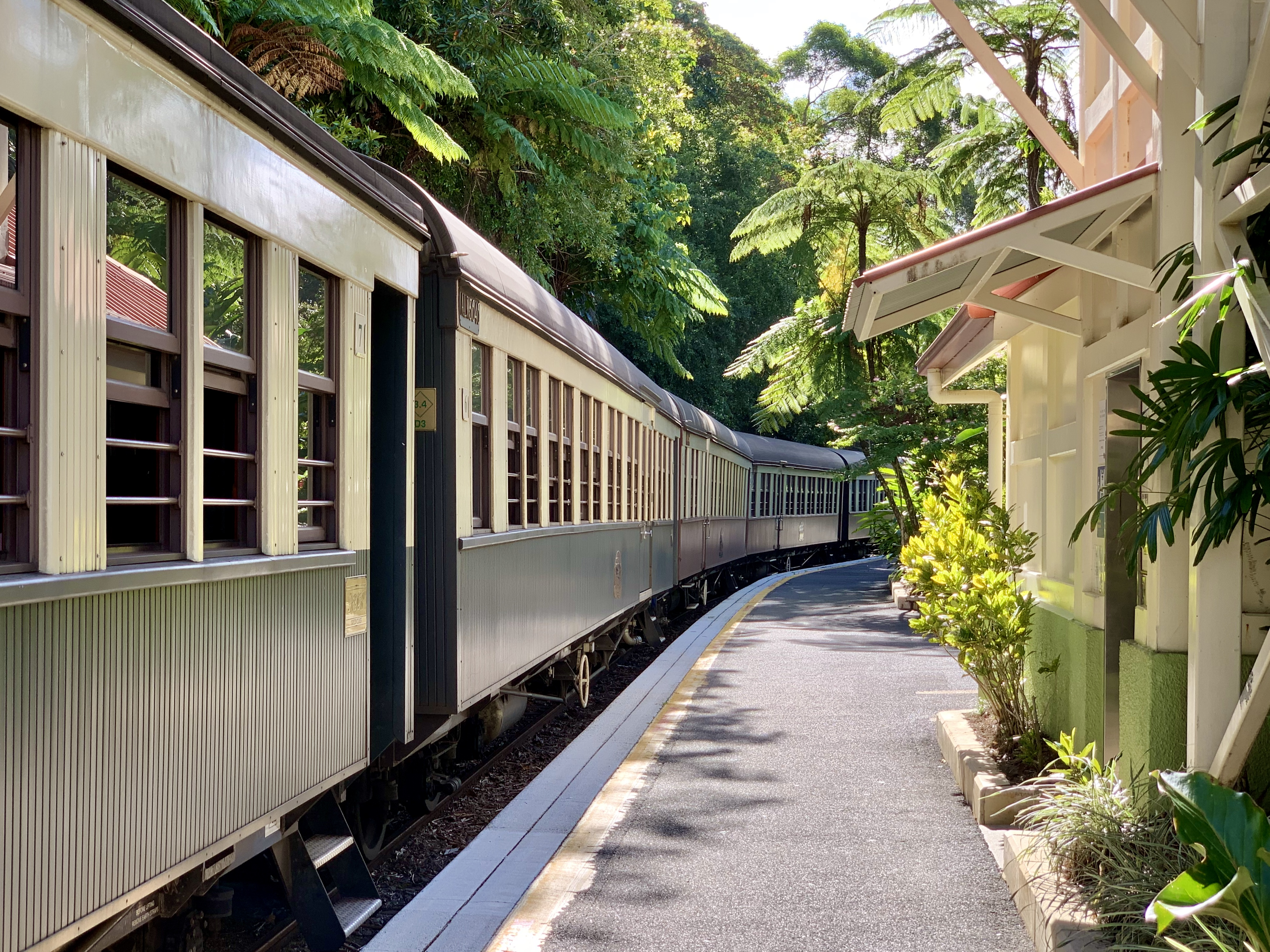
Quai de la gare de Kuranda, dans l'Extrême-Nord du Queensland, en Australie.

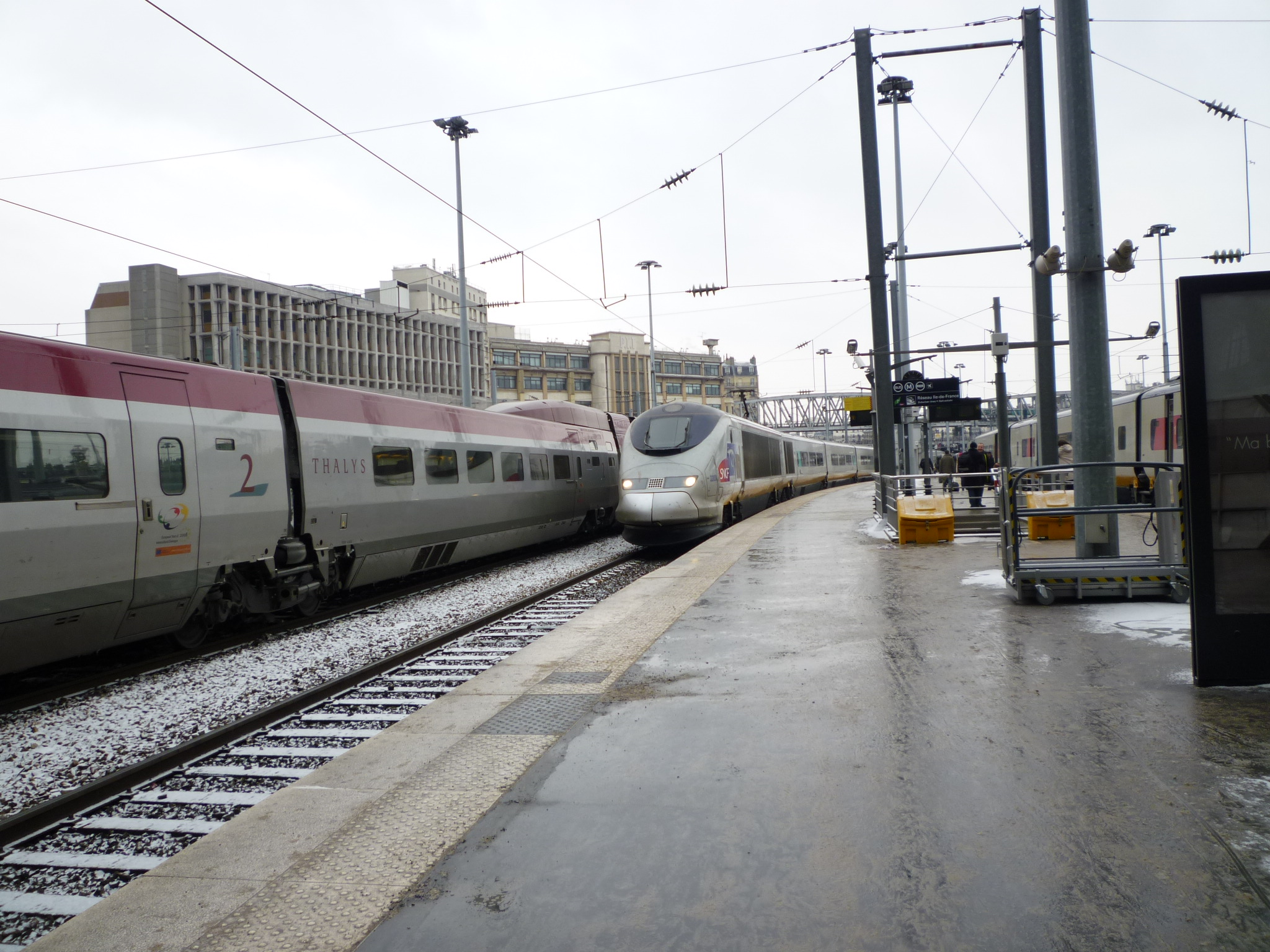
Quai en gare de Paris-Nord, l'une des plus fréquentées au monde.

Un quai est un aménagement dans une gare ferroviaire (quai de gare), une station de métro (quai de station de métro) ou de tramway (quai de station de tramway), parallèle à la voie ferrée et permettant aux passagers d'accéder aux trains, trams, etc.
Les gares possèdent au moins un quai, ce qui est suffisant sur les lignes à voie unique. Il est commun d'avoir deux quais, un dans chaque sens de circulation, ce qui permet au moyen de transport en commun d'effectuer un arrêt rapide.
Les plus grandes gares ont plusieurs quais, ce qui permet d'avoir simultanément plusieurs trains en gare.

## Caractéristiques
La forme la moins élaborée est le quai se situant au même niveau que la voie. Cela pose un problème d'accès aux voitures (présence de marches, difficultés notables pour les personnes âgées et à mobilité réduite) et de sécurité (pas de séparation nette entre voie et quai). Un grand nombre d’arrêts de train sont encore dans cette situation et ne disposent pas de quai à hauteur standard[réf. nécessaire] ; et dans le cas des trams empruntant la voie publique, c'est tout au plus le trottoir qui fait office de quai : c'est pourquoi les tramways (et autobus) récents ont souvent un plancher surbaissé, proche du niveau du trottoir ; mais il n'en a pas toujours été ainsi, et par exemple à Bruxelles, les premiers trams à plancher bas intégral ont été livrés à partir de 1993.
La plupart des gares et des arrêts disposent maintenant d’un quai standard, d’une hauteur comprise entre 40 et 80 cm au-dessus des voies. Le niveau du quai est certes plus élevé que la voie, mais moins que le plancher des voitures. Il reste donc à monter quelques marches pour accéder aux rames.
En France, il ne peut pas exister un quai qui permettrait d’entrer d’aplomb dans les voitures (c'est pourtant le cas pour des quais de métro, de RER ou de tramway) : la SNCF dispose d’un parc de rames tellement diversifié qu’il est impossible d’harmoniser la hauteur des quais à toutes les voitures. C’est donc une hauteur standard, de 550 mm, qui a été choisie.
Les rames NAT, renommées Francilien, mise en service à partir de 2009, ont été prévues pour un accès de plain-pied pour des hauteurs de quai de 920 mm considérés comme hauts, avec deux portes disposant d'un emmarchement pour les quais de 550 mm. Les quais ont alors été progressivement rehaussés
Les sections RATP RER A et RER B sont les seules lignes avec une hauteur de quai quasi intégralement normalisée à 1 150 mm, hauteur de quai considérée comme très haute. Les sections SNCF de ces lignes ont des quais à 920 mm, parfois avec un réhaussement à 1 150 mm en extrémité de quai et des quais à 1 150 mm,. Les lignes du RER D et E visent une hauteur de quai de 920 mm.
En Suisse, pour le réseau CFF, les nouvelles voitures (dites à plancher bas) ont une entrée à 550 mm au-dessus des voies, et les quais sont progressivement adaptés à cette hauteur (contre 300 mm auparavant) permettant une entrée et une sortie en fauteuil roulant sans aide[réf. nécessaire]. En 2010, 80 % des gares de haute et moyenne importances ont des quais adaptés ainsi que 40 % des gares régionales et haltes ferroviaires. Toutes les rames RER sont à plancher bas, ainsi que les compositions IC et les nouvelles compositions de trafic régional (Flirt, Domino) qui remplacent progressivement le matériel actuel. Seules les compositions IR ne sont pas à plancher bas (et nécessitent l'aide du personnel pour les personnes en fauteuil roulant), mais leur remplacement devrait commencer dès 2013.
Aux Pays-Bas, les quais sont en moyenne à 760 mm.
Certains cas particuliers :
- Les gares d'Espagne, des Pays-Bas ou celles de la DB Regionalbahn Westfalen ont opté pour un quai qui se situe au-dessus du plancher des rames. Il faut donc monter pour sortir du train. Un cas similaire arrive en France sur le RER E, avec les rames Francilien, dans les gares souterraines de  Magenta  et d'Haussmann - Saint-Lazare[4].
- Certaines rames de tram-train sont équipées d’une marche amovible permettant de combler le vide entre le quai et la rame. Cette « marche rétractable » se déploie lors de l’ouverture de la porte et se rétracte une fois la porte verrouillée. L’installation de ce dispositif est lié au fait qu’en ville, l’espace entre le quai et la rame de tramway est infime. Cela n’est plus le cas lorsque la rame aborde le quai d’un réseau ferroviaire.

### Configurations
- quai latéral : les quais permettant la montée et la descente des voyageurs se situent de part et d'autre des voies de circulation du matériel roulant.
- quai central : la montée et la descente de voyageurs se fait sur une même plateforme encadrée des deux voies de circulation des trains.
- Solution espagnole : un train utilise deux quais, de part et d'autre de la voie, afin d'accélérer l'embarquement et le débarquement : les passagers montent par un quai et descendent par l'autre. En France et à Bruxelles on trouve cette configuration à double quai dans certaines stations de métro (par exemple Jean-Jaurès ligne B à Toulouse, Charles de Gaulle - Étoile ligne 6 à Paris). Cela permet de fluidifier les déplacements et de limiter le temps d'arrêt en gare.

### Longueur
L’Union internationale des chemins de fer a normalisé la longueur des quais de gare à 400 m, permettant d'accueillir une locomotive et 13 voitures à voyageurs de 27,5 m de long ou une locomotive et 14 voitures de 26,4 m de long ou une locomotive et 15 voitures de 24,5 m de long.
En France on peut trouver les quais suivants :
- 26 m pour un VAL en unité simple
- entre 75 m (5 caisses) et 90 m (6 caisses) pour la plupart des lignes du métro de Paris
- 225 m pour la ligne A du RER d'Île-de-France
- 400 m pour un train de TGV en unité multiple, voire 480 m pour une unité multiple de TGV de type Atlantique

## Équipements
Le niveau d’équipement des quais est directement lié à la fréquentation de la gare et à son trafic.

### Équipement des quais de gares de grande ou moyenne importance
- Dans ces gares, les voies se situent généralement au-dessus du niveau moyen du sol ; l’accès aux quais se fait donc par un escalier ou par ascenseur (pour les personnes à mobilité réduites ou équipées de bagages encombrants).
- Il y a un ou plusieurs composteurs. Ces machines valident le titre de transports par inscription d’un code et d’une forme en taille-douce (relief) sur celui-ci. Le code regroupe le nom de la gare, l’heure et le jour de départ. Sur les anciens composteurs (de couleur orange), la machine découpait un arc de cercle en bordure du billet et mentionnait le code de la gare et le jour de l’année.
- Il y a du mobilier urbain : sièges, bancs, salle d’attente, auvent, corbeilles à papier, panneaux publicitaires éclairés, colonnes chauffantes (utilisation en hiver), éclairage public (incluant les réverbères).
- Il y a un système d’information aux passagers composé de tableaux lumineux (ou mécaniques) indiquant l’heure de départ du train, les principaux arrêts desservis, la gare de terminus. D’autres écrans permettent de connaître l’heure de départ des prochains trains sur l’ensemble de la gare. Ces écrans sont généralement situés au pied des escaliers, sur les quais.
- Il y a des haut-parleurs permettant la diffusion de messages d’information sous forme audio totalement automatisée : départ du prochain train, annonce de retards, d’incidents, informations commerciales. Les annonces sont préenregistrées et diffusées via un système informatique. Ce système est le même dans toutes les gares SNCF de grande ou moyenne importance.
- On retrouve des panneaux mentionnant le nom de la gare (en majuscules blanches sur fond bleu)
- Il y a un panneau récapitulant toutes les relations au départ et à l’arrivée de la gare (affiches « arrivées » et « départs »)
- On trouve des écrans lumineux détaillant la composition des trains (numéro du train, gare de terminus, nombre de voitures, placement sur le quai, numérotation des voitures, type de locomotive), couplés à des panneaux de jalonnement placés à intervalles réguliers sur le quai. Ces panneaux (numérotés de la lettre R à la lettre Z) permettent de situer l’emplacement d’une voiture sur la totalité d’un train. Ils permettent aussi aux passagers en attente sur le quai de se placer au plus près de leur emplacement de voyage.
- enfin, une ou plusieurs horloges (numériques ou analogiques) sont visibles, toutes synchronisées entre elles.

Dans certains grandes gares, on trouve également le bureau du chef de quai ou du chef d’escale à même le quai.

### Équipement des quais de gares de faible importance
- pour ces types de gares, l’équipement se réduira à la présence de mobilier urbain, de haut-parleurs, d’un ou plusieurs composteurs et d’une horloge.
- des panneaux mentionnant le nom de la gare (en majuscules blanches sur fond bleu)
- le système d’information aux passagers sera simplifié et mis à jour manuellement par le chef de quai ou le chef de gare

Dans le cas spécifique des gares Transilien ou RER, le quai est également équipé d’un système de vidéosurveillance avec des écrans placés aux extrémités du quai. Ce système permet au conducteur de la rame de contrôler la descente et la montée des voyageurs.

### Équipement des quais des arrêts
- un auvent avec un banc, une corbeille à papier
- un panneau mentionnant le nom de l’arrêt (en majuscules blanches sur fond bleu)
- un distributeur simplifié de titres de transports permettant à l’usager d’acheter son billet. Le cas échéant, il pourra l’acquérir auprès de l’agent commercial (ou contrôleur) à bord du train, qui effectuera le compostage et la vérification du ticket par la même occasion.

### Équipement des quais des stations de métro
Il est difficile de faire une typologie complète et commune à tous les réseaux de métro. Néanmoins, les éléments suivants sont présents dans la plupart des réseaux :
- le propre du métro étant de circuler sous terre, l’accès aux stations est un aspect primordial. Toutefois, la profondeur des stations n’est pas la même partout, la descente se fait donc par les moyens appropriés à la situation des lieux : escaliers, ascenseurs, escaliers roulants, tapis roulants.
- des composteurs ou portiques de compostage. Ces derniers barrent physiquement l’accès à la station tant que le titre de transport (billet, ticket, carte magnétique, carte à puce, etc.) n’a pas été présenté à l’appareil.
- du mobilier urbain : sièges, bancs, corbeilles à papier ; mais aussi un plan de quartier, un plan du réseau urbain et interurbain, des informations commerciales sur les tarifs et abonnements.
- une ou plusieurs bornes d’alarme permettant, en cas d’incident, de joindre le poste de sécurité ou le régulateur du réseau.
- un système d’information aux passagers (innovation récente), indiquant le temps restant jusqu’à l’arrivée des prochaines rames.
- des haut-parleurs permettant la diffusion de messages d’information ou commerciaux.
- des panneaux mentionnant le nom de la station, les sorties, les directions des correspondances, les zones d’arrêt des rames et diverses informations.
- des panneaux publicitaires (souvent de taille 4 × 3 m).
- comme une seule compagnie exploite chaque réseau et tous ses véhicules, il est fréquent (plus, en tout cas, que dans le cas des chemins de fer) que le plancher des rames soit exactement de niveau avec les quais.

### Équipement des quais des arrêts de tramway
Là encore, en raison de la grande diversité des réseaux et des exploitants, il est ardu de faire une typologie exacte à tous les réseaux de tramway. On trouvera généralement :
- un quai à l’air libre et à niveau (pas de marche entre la rame et le quai).
- un ou plusieurs composteurs, bien que ces derniers se situent parfois dans les rames même.
- du mobilier urbain : sièges, bancs, corbeilles à papier ; mais aussi un plan de quartier, un plan du réseau urbain et interurbain, des informations commerciales sur les tarifs et abonnements.
- un distributeur de titres de transports.
- un système d’information aux passagers composé généralement d’écrans indiquant l’état du trafic, le temps d’attente des prochaines rames, la destination de ces rames.
- des haut-parleurs permettant la diffusion de messages d’information ou commerciaux.
- des panneaux mentionnant le nom de la ligne et de l’arrêt de tram.

## Sécurité

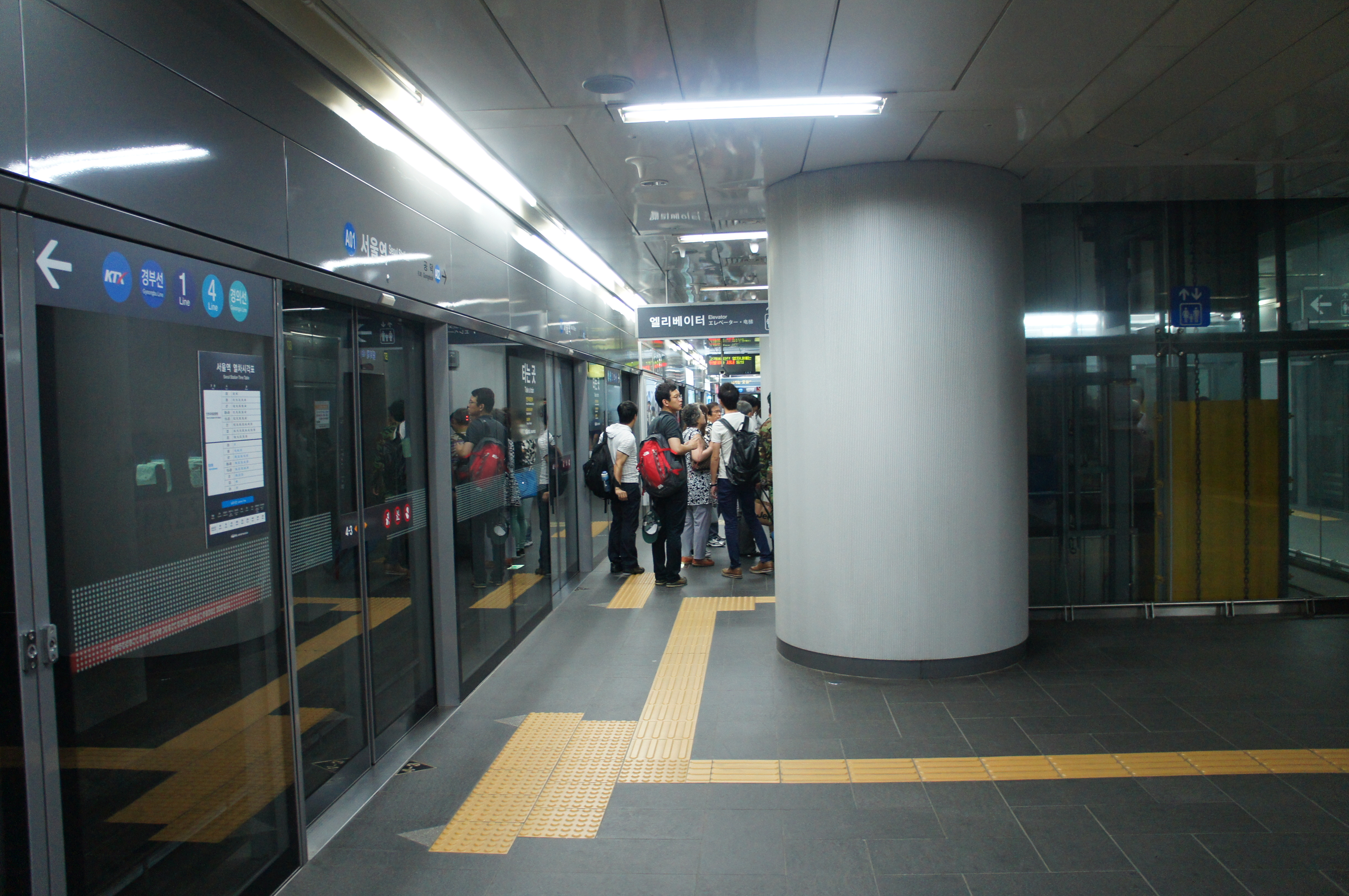
Rideau de quai en Corée.

Certains quais de métro ou de chemin de fer peuvent être séparés des voies par des parois vitrées équipées de portes coulissantes automatiques, appelées rideaux de quai. Lors de l’entrée en station, la rame s’arrête en face des portes, ce qui rend la descente, la montée et l’attente plus sûres (plus de chutes sur la voie).
La présence de rideaux de quai sur le réseau ferré d'Île-de-France permettrait d'éviter 2 500 intrusions sur les voies et 200 décès par an.